# Копнеж за танц
„Копнеж за танц“ (на английски: Inside I'm Dancing) е комедийна драма от 2004 година на режисьора Деймиън О'Донъл, базиран на разказа на ирландския писател Крисчън О'Райли. Филмът е копродукция на Ирландия, Великобритания и Франция.

## Сюжет
Внимание:  Текстът по-долу разкрива сюжета на произведението (или части от него)!
В дома за инвалиди „Каримор“ пристига нов пациент – младият Рори О'Шей, страдащ от мускулна дистрофия на Дюшен. Рори е много нагъл и независим човек, който обича непристойните шеги за секса. Той знае, че хората с неговата диагноза обикновено умират млади, така че Рори не се страхува от никого и от нищо. Но той мечтае да изживее последните си дни извън стените на болници и интернати и затова по всякакъв начин търси разрешение от специална комисия. Уви, постоянно му отказват.
Скоро Рори среща Майкъл Конъли – 24-годишно момче с детска церебрална парализа, което почти цял живот е живяло в интернат. Речта на Майкъл е нарушена и за околните той само безсмислено „мърмори“, въпреки че всъщност Майкъл има напълно нормален интелект. Изненадващо, Рори е добре запознат с „мученето“ на Майкъл, превръщайки се в нещо като „преводач“ между Конъли и външния свят. Двамата се сприятеляват и Рори провокира тихия и вечно уплашен Майкъл към всякакви трикове. Например, когато Рори и Майкъл отиват в града в инвалидните си колички, за да събират дарения, Рори води Майкъл в местен бар, където използват събраните пари, за да пият бира и да почерпят момичета. В едно от тези момичета на име Шивон, Майкъл веднага се влюбва.
Междувременно, след като получава нов отказ, Рори решава да направи трик. Той убеждава Майкъл да кандидатства за самостоятелно жилище. Комисията е на път да му откаже с аргумента, че никой не разбира неговата „реч“, но тогава Рори изскача, заявявайки, че е готов да бъде преводач на Майкъл да живее при него. Номерът успява и приятелите получават дългоочакваното разрешение. Но има огромен проблем с парите. За двамата инвалиди апартаментът трябва да е партерен, специално оборудван и е необходима медицинска сестра. Рори няма толкова пари, но кани Майкъл да посети баща си и да помоли за помощ. Преди много години бащата на Майкъл, виждайки какъв инвалид е роден синът му, го изоставя и сега Рори иска безсърдечният баща по някакъв начин да помогне на сина си. Бащата на Майкъл, поддавайки се на натиска на Рори, помага на приятелите с апартамент и пари, а Майкъл и Рори канят Шивон за медицинска сестра. Виждайки, че Майкъл и Шивон платонически дружат помежду си, Рори започва да ревнува и прави всякакви глупави неща. Заедно с местни тийнейджъри той краде и катастрофира кола, след което попада в полицията.
Шивон кани Рори и Майкъл на костюмирано парти, където Майкъл признава любовта си на момичето, но тя отхвърля предложението на Майкъл. Разстроен от мъка, Майкъл решава да се самоубие, като се хвърли от мост в река, но Рори уговаря Майкъл, напомняйки му, че той има бъдеще и че трябва да му се радва. На мястото на напусналата Шивон идва млад, но опитен медицински работник. Скоро болестта на Рори започва да прогресира, той е откаран в болница и става ясно, че след няколко дни ще умре. Майкъл посещава Шивон и с нейна помощ отново кандидатства за отделно жилище. Комисията дава разрешение, Майкъл се втурва към болницата, за да съобщи тази прекрасна новина на приятеля си, но Рори вече е починал. След погребението, на което Шивон и Майкъл изпращат Рори, Майкъл чува в съзнанието си веселите думи на Рори: „Е, да отидем на разходка?“ и след като се сбогува със Шивон, Майкъл бавно тръгва сам в инвалидната си количка.

## Актьорски състав
| Актьор           | Роля                                                                            |
| ---------------- | ------------------------------------------------------------------------------- |
| Джеймс Макавой   | Рори О'Шей – млад мъж, страдащ от мускулна дистрофия на Дюшен                   |
| Стивън Робъртсън | Майкъл Конъли – млад мъж с церебрална парализа                                  |
| Ромола Гарай     | Шивон – момиче, което работи като бавачка на Рори и Майкъл                      |
| Бренда Фрикър    | Айлин – властна ръководителка в дома за стари хора и инвалиди                   |
| Джерард Максорли | съдия Фъргюс Конъли – бащата на Майкъл, който е изоставил сина си при раждането |
| Том Хики         | Кон О'Шей – бащата на Рори                                                      |

## Снимачен процес
- Филмът е базиран на разказа на ирландския писател Крисчън О'Райли, който самият е работил в Дъблинския център за предоставяне на самостоятелни жилища, където се е запознал с Дермот Уолш, който е имал церебрална парализа.
- Джеймс Макавой първоначално се явява на прослушване за ролята на Майкъл, но след съвместно прослушване с шотландския актьор Стивън Робъртсън е решено Робъртсън да играе ролята на Майкъл. По време на снимките актьорите прекарват по 12 часа на ден в инвалидни колички.
- Снимките се провеждат в ирландските градове Дъблин и Уиклоу.
- Rotten Tomatoes дава оценка 49% въз основа на 70 отзива, със среден рейтинг 5,8 от 10.[1]